# Tobago
Tobago ist nach Trinidad die kleinere der beiden Hauptinseln des vor der Nordküste Südamerikas gelegenen Inselstaats Trinidad und Tobago.

## Geografie

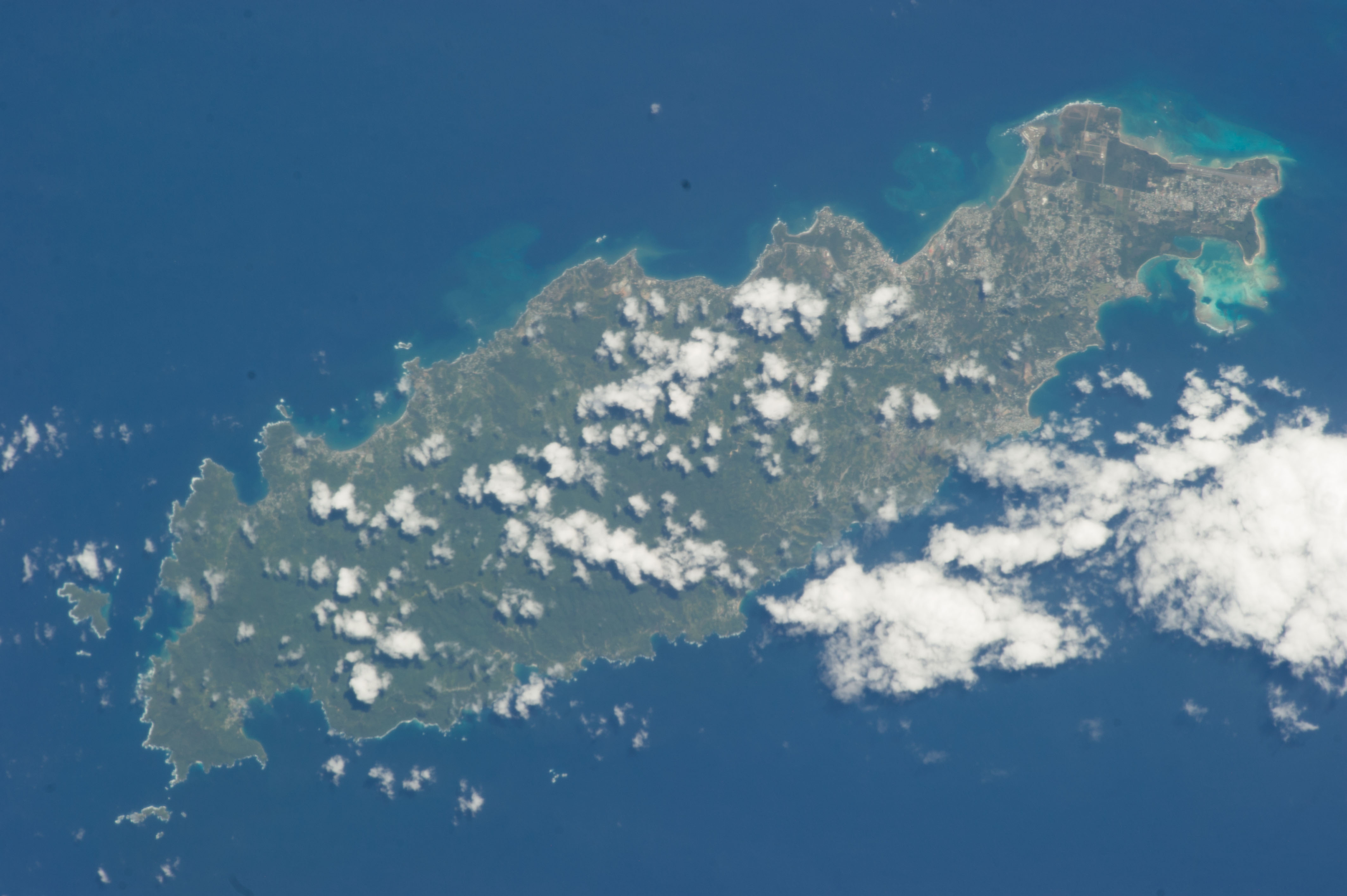
Satellitenbild von Tobago

Die Insel gehört zu den Kleinen Antillen und liegt zwischen der südlichen Karibik und dem Atlantik, etwa 30 km nordöstlich von Trinidad. Die nächste Antilleninsel ist das ungefähr 150 km im Nordwesten gelegene Grenada. Nach der Abgrenzung der IHO liegen die Kleinen Antillen und damit auch Tobago innerhalb des Karibischen Meeres.
Die Insel ist 40,7 km lang und 11,9 km breit. Mehr als die Hälfte der Insel wird von einem bewaldeten Gebirgszug bedeckt, die höchste Erhebung ist der Pigeon Peak mit 576 m. Während im Südwesten die Insel flach und sandig ist, präsentiert sich der Norden felsig. Die Küste ist hier stark zerklüftet, unterbrochen von sandigen kleinen Buchten.
Tobago hat eine Fläche von 300 km² (mit Nebeninseln Little Tobago, St. Giles Island, Goat Island und Sisters’ Rock 303 km²). Tobago und seine Nebeninseln werden vom Tobago House of Assembly verwaltet und bilden eine von insgesamt 15 Verwaltungsregionen des Landes.
Das Klima ist tropisch und gekennzeichnet von hohen Temperaturen um 28 °C mit geringen Schwankungen.

## Geschichte

Briefmarke Tobagos von 1889.

Tobago wurde wie Trinidad 1498 von Christoph Kolumbus entdeckt. Er nannte die Insel Bella Forma, später wurde sie mehrfach umbenannt. Der letzte Name Tobago leitet sich wahrscheinlich von Tabak ab. Die ursprünglichen indianischen Einwohner wurden von den spanischen Siedlern weitgehend ausgerottet, die Überlebenden wurden assimiliert. Die Insel wechselte häufig den Besitzer; einer war Cornelis Lampsins, der Baron von Tobago. Teils wurde sie unter großen Verlusten verteidigt, teils einfach herrenlos verlassen. Frankreich (Name: Tobago), die Niederlande (Name: Nieuw Walcheren), Großbritannien (Name: Tobago) und sogar das Herzogtum Kurland (Name: „Neukurland“, von 1654 bis 1689) erhoben Anspruch auf die Insel und bauten befestigte Anlagen. Zwischen 1498 und 1814 wechselte die Insel mindestens 33 Mal den Besitzer, was den Rekord in der wechselhaften Kolonialgeschichte der Karibikinseln darstellt. Zwischenzeitlich war sie Piratenstützpunkt. 1763 wurden die sieben Parishes (Kirchspiele/Pfarreien) eingerichtet. Georgetown an der Südküste im Saint George Parish war die Hauptstadt von 1764 bis 1769, und seither Scarborough. 1814 kam Tobago endgültig an Großbritannien. Von 1879 bis 1899 bildete Tobago ein selbständiges Postgebiet und gab Briefmarken heraus. 1888 wurde sie mit Trinidad zu einer Kolonie zusammengefasst. 1958 wurden beide als Teil der Westindischen Föderation unabhängig, 1962 als Trinidad und Tobago.

## Bevölkerung
Die meisten der 61.000 Einwohner leben im dichter besiedelten Westen der Insel zwischen Crown Point und der Inselhauptstadt Scarborough, gleichzeitig Hauptstadt der Region Western Tobago. In diesem durch Straßen gut erschlossenen Siedlungsband gehen viele Ortschaften nahtlos ineinander über, beispielsweise Crown Point, Canaan, Bon Accord und Lowlands. Im bergigen Ostteil gibt es neben Roxborough, Hauptstadt der Region Eastern Tobago, nur kleine Ortschaften in den Buchten an der Küste, die über schmale Straßen erreichbar sind. Im Norden sind das beispielsweise Castara, Parlatuvier und L’Anse Fourmi, im Osten Charlotteville und Speyside.
90 % der Einwohner sind Schwarze, der Rest sind Mischlinge, Weiße und Inder. Die Religionszugehörigkeiten verteilen sich wie folgt: 35 % sind Anglikaner, 11 % Methodisten, 10 % Moravier (Herrnhuter), 10 % Adventisten, 8 % Katholiken und unter 1 % Hindus.

## Gliederung

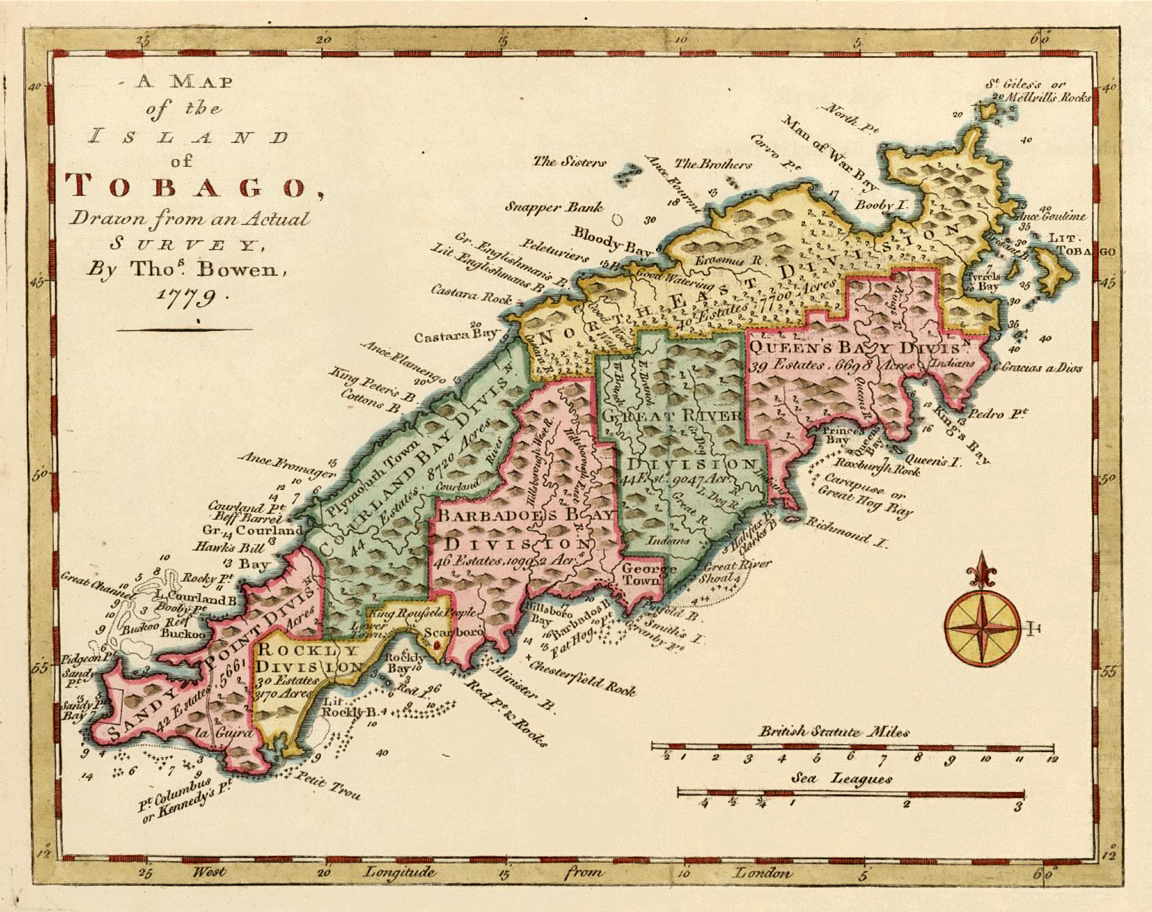
Gliederung in Divisionen 1779

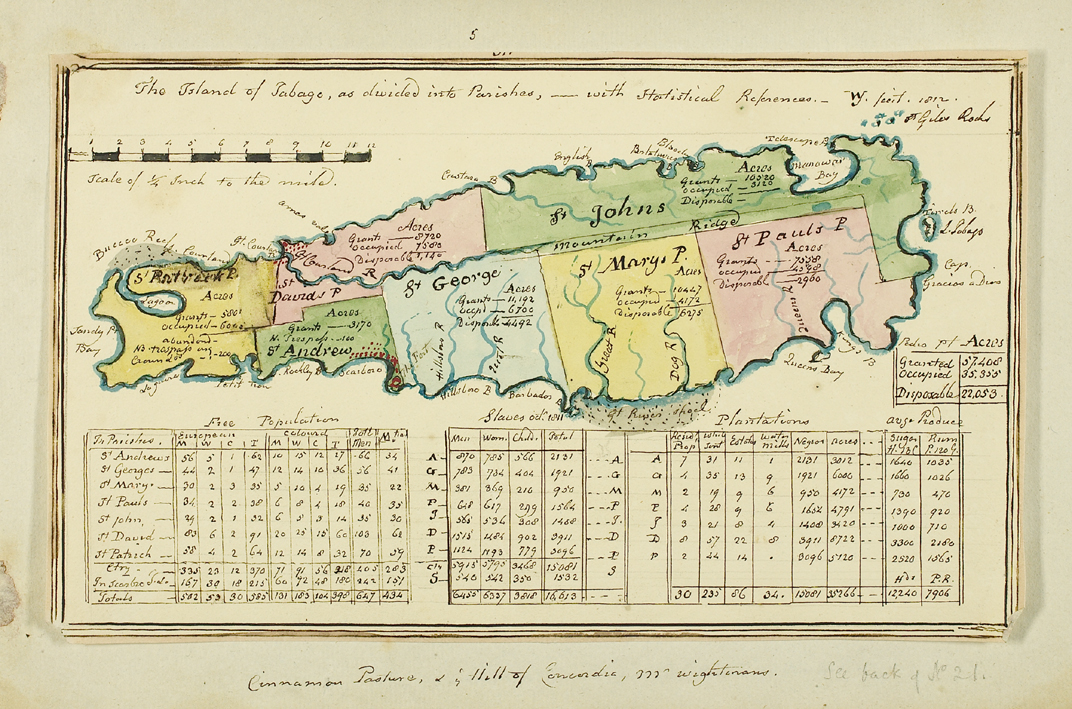
Historisch-statistische Karte der Parishes

Tobago ist administrativ in zwei Regionen (regions) unterteilt: Western Tobago und Eastern Tobago. Historisch untergliedern sich diese in sieben Parishes, die 1763 zu Beginn der britischen Kolonialverwaltung eingerichtet wurden. Die Parishes haben heute keine Verwaltungsfunktion mehr, werden jedoch als regionale Bezugseinheiten der amtlichen Statistik verwendet.
| \| Region Parish \| Ehemalige Division[7] \| Größter Ort \| Fläche in km² \| Bevölkerung 2011-01-09 \| \| -------------- \| --------------------- \| ---------------- \| ------------- \| ---------------------- \| \| Western Tobago \| \| Scarborough \| 97 \| 41.829 \| \| Saint Andrew \| Rockly Bay \| Scarborough \| 21 \| 17.536 \| \| Saint Patrick \| Sandy Bay \| Bon Accord \| 38 \| 15.560 \| \| Saint David \| Courland \| Moria \| 38 \| 8.733 \| \| Eastern Tobago \| \| Roxborough \| 203 \| 19.045 \| \| Saint George \| Barbado Bay \| Mount St. George \| 43 \| 6.875 \| \| Saint Mary \| Great River \| Goodwood \| 56 \| 3.297 \| \| Saint Paul \| Queen’s Bay \| Roxborough \| 49 \| 6.048 \| \| Saint John \| North East \| Charlotteville \| 55 \| 2.825 \| \| Tobago \| \| Scarborough \| 300 \| 60.874 \| |                    |                  |               |                        |
| Region Parish | Ehemalige Division | Größter Ort      | Fläche in km² | Bevölkerung 2011-01-09 |
| Western Tobago |                    | Scarborough      | 97            | 41.829                 |
| Saint Andrew | Rockly Bay         | Scarborough      | 21            | 17.536                 |
| Saint Patrick | Sandy Bay          | Bon Accord       | 38            | 15.560                 |
| Saint David | Courland           | Moria            | 38            | 8.733                  |
| Eastern Tobago |                    | Roxborough       | 203           | 19.045                 |
| Saint George | Barbado Bay        | Mount St. George | 43            | 6.875                  |
| Saint Mary | Great River        | Goodwood         | 56            | 3.297                  |
| Saint Paul | Queen’s Bay        | Roxborough       | 49            | 6.048                  |
| Saint John | North East         | Charlotteville   | 55            | 2.825                  |
| Tobago |                    | Scarborough      | 300           | 60.874                 |

## Umwelt
Obwohl Tobago südlich der Hurrikan-gefährdeten Zone der Karibik liegt, wurde die Insel am 30. September 1963 vom Hurrikan Flora schwer verwüstet – viele Plantagen wurden zerstört. 2004 wurde Tobago vom Hurrikan Ivan – aber weit weniger stark – in Mitleidenschaft gezogen.
Vor der Insel liegen die südlichsten Korallenriffe der Karibik. Der „Buccoo Reef Trust (BRT)“ versucht als gemeinnützige Organisation eine nachhaltige Entwicklung der Unterwasserwelt zu fördern.
Der Ort Speyside an der Nord-Ostküste ist ein Zentrum für Gerätetaucher.
An der Nordküste Tobagos legen an einigen Stränden die gefährdeten Lederschildkröten ihre Eier ab. Die gemeinnützige Organisation „Save Our Sea Turtles“ versucht den Schutz für diese Tiere zu verbessern.
Eine Besonderheit ist das wahrscheinlich älteste Naturschutzgebiet der Welt: Seit dem 13. April 1776 steht der tropische Regenwald im Gebiet des „Main Ridge Forest Reserve and Creation Site“ unter Naturschutz. Dadurch wurde die Abholzung des Regenwaldes durch britische Plantagenbesitzer verhindert, die das gerodete Land zum Zuckeranbau nutzen wollten. Diesem Umstand ist es zu verdanken, dass Tobago eine beeindruckende Artenvielfalt, vor allem an Vögeln, aufzuweisen hat.
Die kleinen Nachbarinseln Little Tobago und St. Giles gelten als wichtige Brutplätze für Vögel.

## Politik
Tobago hat seit 1980 ein eigenes Parlament (Tobago House of Assembly (THA)) mit 15 Mitgliedern, von denen 12 gewählt werden. Wahlen finden alle vier Jahre statt. 2017 gewann die PNM, die auch die Wahl zum Repräsentantenhaus in Trinidad und Tobago 2015 gewonnen hatte, 10 der 12 Sitze, die tobagonische Regionalpartei PDP holte 2 Sitze.

## Sehenswürdigkeiten

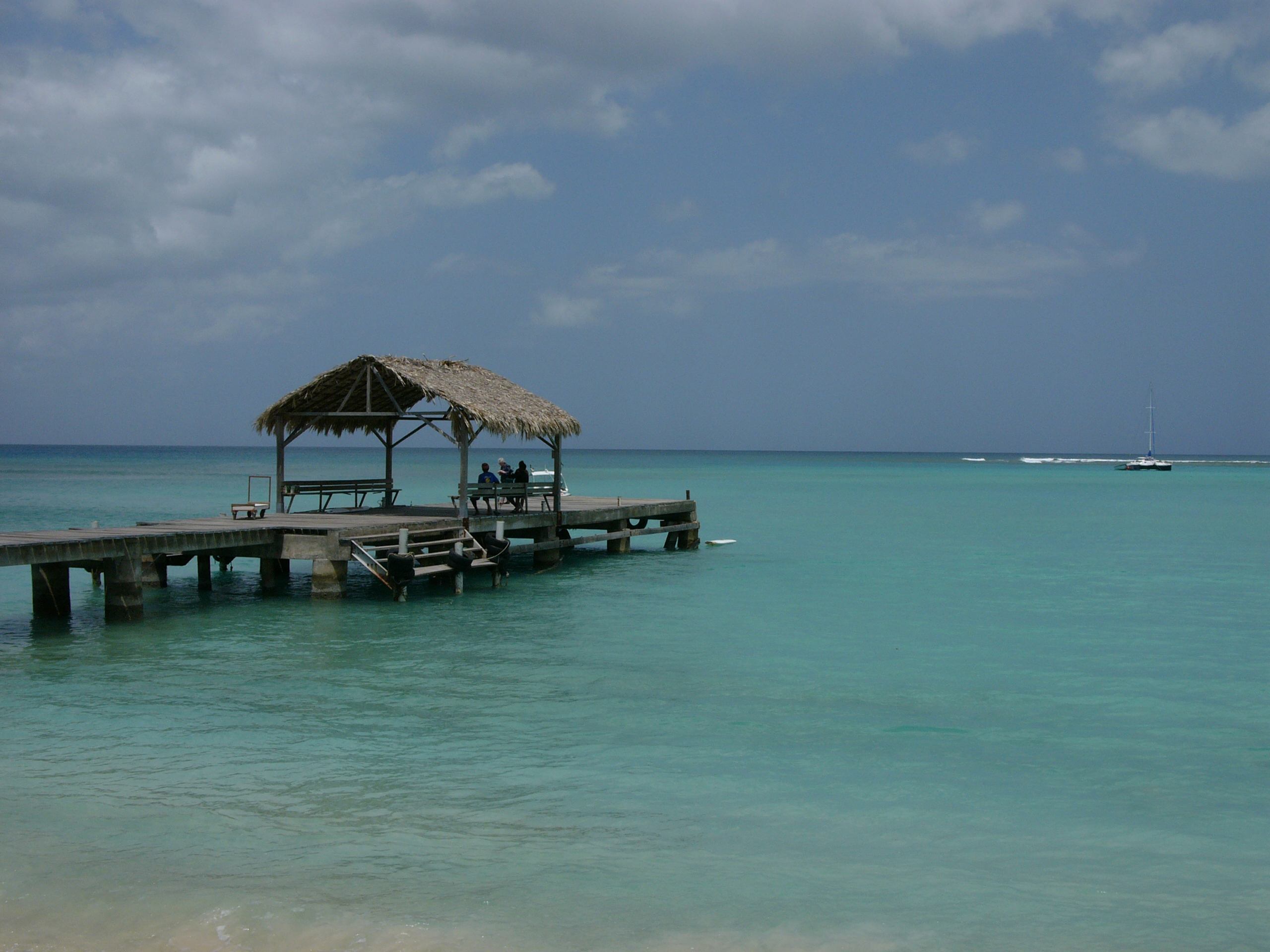
Pigeon Point

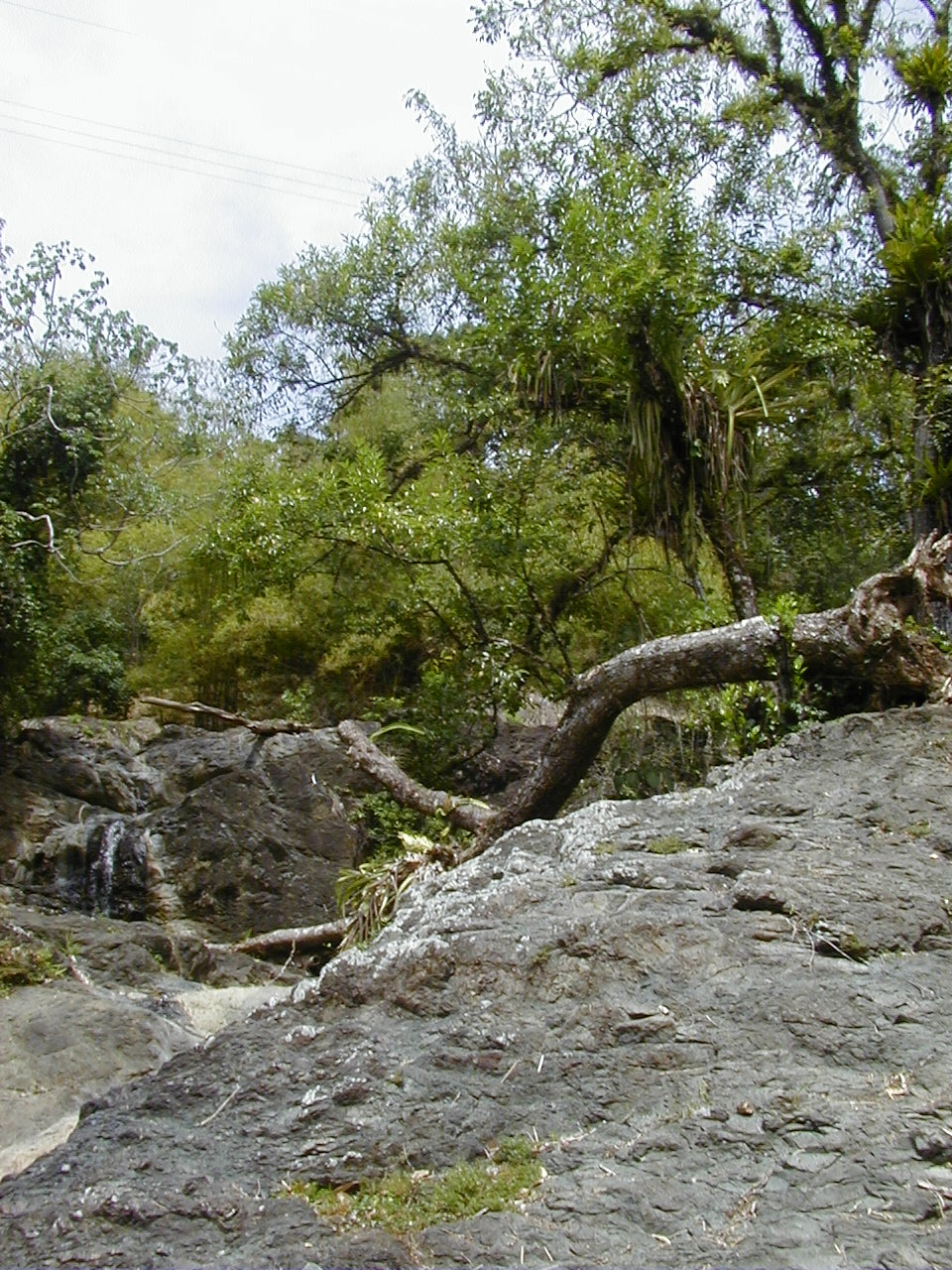
Argyle Waterfall

- Scarborough mit dem Fort King George. Die Inselhauptstadt Scarborough liegt im Südwesten der Insel am Ufer der Rockly Bay. Die Stadt zählt etwas unter 20.000 Einwohner und ist das lebendige Geschäftszentrum der Insel. Oberhalb der Stadt befindet sich das Fort King George, 1777–1779 im gregorianischen Stil erbaut. Die gut erhaltene Festung beherbergt auch das Tobago Historical Museum und bietet einen guten Ausblick über die Rockly Bay und Scarborough.
- Pigeon Point ist der bekannteste Badestrand Tobagos im Westen der Insel. Der Sandstrand mit den über das blaue Wasser ragenden Palmen und dem Steg mit einer palmgedeckten Hütte ist eines der klassischen Fotomotive der gesamten Karibik.
- Buccoo Reef. Unweit von Pigeon Point erstreckt sich das Korallenriff Buccoo Reef, dessen Fischreichtum viele Schnorchler und Touristen in Glasbodenbooten anzieht.
- Argyle-Waterfall. Der Argyle Wasserfall befindet sich im Südosten der Insel, etwas landeinwärts der Stadt Roxborough. In einigen Bassins des Wasserfalls ist das Baden möglich. Der Zugang zu dem Wasserfall ist jedoch kostenpflichtig.
- Little Tobago. Little Tobago ist eine kleine, unbewohnte Insel vor der Ostspitze Tobagos. Little Tobago ist besonders wegen seines Vogelreichtums bekannt.
- Charlotteville mit Pirates Bay. Charlotteville ist ein kleines, malerisches Fischerdorf im äußersten Nordosten der Insel an der Man O’War Bay gelegen. Eine zweite, direkte nördlich angrenzende Bucht, die Pirates Bay, ist ein ehemaliger Rückzugsort von Seeräubern und heute beliebtes Schnorchelrevier.
- Tobago Forest Reserve. Der Regenwald Tobagos, der sich im Osten der Insel parallel zur Nordküste entlang des Gebirgszugs Main Ridge verläuft, ist das älteste unberührte Regenwaldgebiet der westlichen Hemisphäre und das älteste Naturschutzgebiet der Welt. Der Regenwald wird von einer Straße in nord-südlicher Richtung zwischen Parlatuvier an der Nordküste und Roxborough im Süden durchzogen, die an der höchsten Stelle der Main Ridge die kleine Station „Main Ridge Forest Reserve and Creation Site“ passiert, die als Ausgangspunkt für geführte Wanderungen durch den Regenwald dient.

## Verkehr
Die einzige zweispurige Straße der Insel, der Claude-Noel-Highway, führt von Scarborough zum Flughafen. Die Windward Road führt an der Südküste entlang nach Roxborough und weiter nach Charlotteville. Die Northside Road führt über Moriah an die Nordküste und dort nach Castara, Parlatuvier und L´Anse Fourmi. Die Parlatuvier Road quert die Insel und verbindet Roxborough mit Parlatuvier. Seit 2007 verbindet die Hermitage Road Charlotteville mit Parlatuvier.
Von Scarborough fahren blau-weiß lackierte Busse (überwiegend von der chinesischen Firma Higer Bus) der Public Transport Service Corporation (PTSC). Die Hauptrouten sind: Richtung Westen nach Crown Point und Black Rock, Richtung Osten nach Charlotteville und Richtung Norden nach Moriah, Castara und L’Anse Fourmi. Die Fahrkarten müssen vor Antritt der Fahrt gekauft werden. Die gleichen Routen werden von Sammeltaxis befahren – sie heißen hier „Maxi-Taxis“ (blau-weiß lackierte Kleinbusse mit acht Sitzplätzen) und „Route taxis“ (PKW mit vier Sitzplätzen). Beide Arten können auf freier Strecke angehalten werden.
Im Südwesten liegt der A.N.R. Robinson International Airport mit mehreren täglichen Verbindungen nach Port of Spain und einigen internationalen Flügen, darunter saisonal nach Frankfurt am Main.
Der einzige Verkehrshafen liegt in Scarborough. Vom Fährterminal fahren Schnellfähren in 2,5 Stunden nach Port of Spain auf Trinidad.

## Küche
Die Küche von Trinidad und Tobago ist geprägt von afrikanischen wie auch indischen Einflüssen, ebenso natürlich von den Küchen der jeweiligen Kolonialmächte. Herausgekommen ist eine Mischung verschiedener Traditionen. Eine eigenständige tobagonische Küche existiert nicht.

## Medien
Auf Tobago erscheint mit den Tobago News jeweils freitags eine eigene (Wochen-)Zeitung.
Von Scarborough aus sendet der Radiosender Radio Tambrin 92.7 FM, der 1998 gegründet wurde und bis heute die einzige Radiostation von Trinidad & Tobago ist, die ihren Schwerpunkt auf der kleineren der beiden Schwesterinseln hat.

## Sport

### Golf
Auf Tobago gibt es zwei Golfplätze, die der Öffentlichkeit zur Verfügung stehen. An der karibischen Nordküste liegt der 1968 angelegte „Mount Irvine Bay Golf Course“ mit Blick auf das Buccoo Reef.
Auf dem Gelände des Magdalena Grand Beach Resort und unmittelbar an der atlantischen Küste liegt der „Tobago Plantations Golf Course“. Der Platz erstreckt sich ca. 3,5 Kilometer entlang der Küste und bietet einen Blick auf die Inselhauptstadt Scarborough. Auf dem Areal ist ein künstlicher See angelegt, in dem sich Kaimane angesiedelt haben.

### Tauchen
Tobago bietet die südlichsten Korallenriffe der Karibik und ist somit ein beliebtes Tauchgebiet. Zahlreiche Tauchschulen haben sich in Speyside an der Atlantikküste niedergelassen. Auch der Bereich um Mount Irvine und Black Rock ist Heimat einiger Tauchbasen.
Die Insel verfügt über einige der schönsten Tauchreviere der Karibik. Von den drei bekannten Wracks ist die Fähre „Maverick“ aufgrund ihrer Größe von 110 Metern das wohl am häufigsten angesteuerte Ziel. Die ehemals zwischen Trinidad und Tobago verkehrende Fähre liegt in Rocky Point, vor dem Strand von Mount Irvine, und ist die Heimat zahlreicher Fischarten geworden.
In der Zeit von April bis Juni sind weibliche Lederschildkröten anzutreffen, die zur Eiablage unter anderem die Strände von Turtle Beach, Stonehaven Bay, Castara und Englishman’s Bay ansteuern.